# Jiang Wei
Jiang Wei (202-264) foi um general e estrategista militar duante o período dos Tres Reinos na China.
Sucessor de Zhuge Liang como estrategista do reino de Shu fez diversas campnhas militares contra o reino de Cao Wei.